# زيليكو غافريتش
زيليكو غافريتش (مواليد 5 ديسمبر 2000) هو لاعب كرة قدم صربي يلعب في مركز الجناح في نادي النجم الأحمر بلغراد.

## روابط خارجية
- زيليكو غافريتش على موقع الاتحاد الأوربي (الإنجليزية)
- زيليكو غافريتش على موقع قاعدة بيانات كرة القدم.إي يو (الإنجليزية)
- زيليكو غافريتش على موقع ناشيونال فوتبول تيمز (الإنجليزية)
- زيليكو غافريتش على موقع Soccerbase.com (لاعب) (الإنجليزية)
- زيليكو غافريتش على موقع Soccerway.com (الإنجليزية)
- زيليكو غافريتش على موقع عالم كرة القدم.نت (الإنجليزية)